# Diocesi di Sais
La diocesi di Sais (in latino Dioecesis Saitana) è una sede soppressa e sede titolare della Chiesa cattolica.

## Storia
Sais, identificabile con Sâ-El-Hagar nel delta del Nilo, è un'antica sede episcopale della provincia romana dell'Egitto Primo nella diocesi civile d'Egitto, ed era suffraganea del patriarcato di Alessandria.
Il primo vescovo conosciuto di questa antica diocesi egiziana è un anonimo vescovo, che aveva aderito allo scisma meleziano e che appare nella lista, trasmessa da Atanasio di Alessandria, dei vescovi meleziani che Melezio di Licopoli inviò all'arcivescovo Alessandro di Alessandria all'indomani del concilio di Nicea del 325.
Nella lettera festale XIX di Atanasio, del 347, vengono riportati i nomi di vescovi deceduti di diverse sedi egiziane e i nomi di coloro che furono nominati al loro posto. Per la sede di Sais al defunto Nemesio succedette il vescovo Pafnuzio. Questo vescovo era ancora in carica nel 362, anno in cui fu esiliato, assieme ad altri vescovi, durante la persecuzione di Giorgio di Alessandria.
Segue il vescovo Atanasio, che partecipò al concilio di Efeso del 431, nel quale prese le difese del proprio patriarca Cirillo di Alessandria. Mezzo secolo dopo, nelle lotte che divisero la chiesa in varie fazioni, la sede di Sais era occupata dal vescovo monofisita Giacomo, all'epoca di Pietro III di Alessandria, che si rifiutò di sottoscrivere l'Enotikon imposto dall'imperatore Zenone.
Altri vescovi monofisiti copti sono menzionati nel VII e VIII secolo: Basilio, Zaccaria, Orione e Giovanni.
Dal 1933 Sais è annoverata tra le sedi vescovili titolari della Chiesa cattolica; la sede è vacante dal 21 luglio 1980.

## Cronotassi

### Vescovi residenti
- Anonimo † (menzionato nel 325 circa) (vescovo meleziano)
- Nemesio † (? - circa 347 deceduto)
- Pafnuzio † (circa 347 - dopo il 362)
- Adelfio † (menzionato nel 431)
- Giacomo † (menzionato nel 483/484) (vescovo monofisita)
- Basilio † (menzionato nel 650 circa) (vescovo monofisita)
- Zaccaria † (menzionato nel 675 circa) (vescovo monofisita)
- Orione † (menzionato nel 680 circa) (vescovo monofisita)
- Giovanni † (menzionato nel 720 circa) (vescovo monofisita)

### Vescovi titolari
- Stephanos Sidarouss, C.M. † (9 agosto 1947 - 10 maggio 1958 nominato patriarca di Alessandria dei Copti)
- Amand Louis Marie Antoine Hubert, S.M.A. † (7 aprile 1959 - 21 luglio 1980 deceduto)